# یواس‌اس سورن (۱۸۶۷)
یواس‌اس سورن (۱۸۶۷) (به انگلیسی: USS Severn (1867)) یک کشتی بود که طول آن ۲۹۶ فوت ۱۰ اینچ (۹۰٫۴۷ متر) بود. این کشتی در سال ۱۸۶۷ ساخته شد.